# Christentum in Japan
Das Christentum spielt in Japan eine untergeordnete Rolle, denn die Vorstellung eines einzigen allmächtigen Gottes zeigt mit den traditionellen religiösen Vorstellungen des Shintō und des Buddhismus wenig Übereinstimmung. War während der Missionierung im Japan des 16. Jahrhunderts noch ein Drittel der japanischen Bevölkerung zum Katholizismus übergetreten, bekennt sich in der Gegenwart laut offiziellen Quellen nur noch ein Prozent der Japaner zum Christentum in seinen verschiedenen Ausprägungen. Eine Umfrage des Meinungsforschungsinstituts Gallup ergab jedoch, dass bis zu sechs Prozent der Japaner dem christlichen Glauben offen gegenüberstehen. Sieben der japanischen Premierminister waren bekennende Christen: Hara Takashi, Takahashi Korekiyo, Yoshida Shigeru, Katayama Tetsu, Hatoyama Ichirō, Ōhira Masayoshi und Tarō Asō.
Zwischen 1614 und 1873 war die Verbreitung des Christentums in Japan verboten sowie härtesten Verfolgungen und Repressionen ausgesetzt. Dennoch hielten sich einzelne christliche Gruppen im Untergrund, die als Kakure kirishitan (隠れキリシタン), „versteckte Christen“, oder auch Sempuku kirishitan (潜伏キリシタン), „verborgene Christen“, bezeichnet werden. Nach der Öffnung des Landes in religiöser Hinsicht bekannten sich zahlreichere Christen zur römisch-katholischen Kirche, einige blieben im Untergrund und werden gelegentlich Hanare kirishitan (離れキリシタン), „Separat-Christen“, genannt.
Die römisch-katholische Kirche zählt in Japan zurzeit etwa 450.000 Mitglieder. Die von dem russischen Missionar Nikolai von Japan im 19. Jahrhundert gegründete orthodox-christliche Kirche in Japan hat etwa 30.000 Mitglieder. Die evangelischen Kirchengemeinden in Japan haben etwa 600.000 Glaubensangehörige. Sie wurden im 19. und 20. Jahrhundert von Missionaren aus westlichen Ländern gegründet. Die ersten Gemeinden waren presbyterianisch und kongregationalistisch geprägt. Heute gehören die meisten japanischen Protestanten der Vereinigten Kirche Christi in Japan (etwa 155.000 Gläubige) an, einer Unionskirche. Die nächstgrößere Kirche ist die anglikanische Nippon Sei Ko Kai mit rund 32.000 Mitgliedern.
Christen in Japan betreiben einen im Vergleich zu ihrem Bevölkerungsanteil hohen Anteil an Schulen, Hochschulen (von landesweit rund 700 Hochschulen sind 75 christlich) und sonstigen Bildungseinrichtungen. Von den Schülern und Studenten wird kein Bekenntnis zum Christentum verlangt. In den 1930er Jahren bekannten sich einige hundert Japaner zu den Zeugen Jehovas. Ihre Religionsgemeinschaft war während des Zweiten Weltkrieges, als Japan und die USA Kriegsgegner waren, verboten. Seit Ende des Krieges erhöhte sich die Anzahl der bekennenden Gläubigen der Zeugen Jehovas auf etwa 213.000 Mitglieder (Stand: 2024).

## Bezeichnung
Die heutige japanische Bezeichnung für das Christentum bzw. den christlichen Glauben lautet Kirisuto-kyō (キリスト教), wobei kirisuto die japanische Wiedergabe von „Christ“ bzw. „christo“ und kyō ein Suffix mit der Bedeutung „Lehre“ oder „Doktrin“ ist. Bis in die zweite Hälfte des 19. Jahrhunderts lautete der Terminus Yaso-kyō (耶蘇教), was „Jesus-Lehre“ bedeutete. Angehörige der Lehre Jesu Christi hatten in Anlehnung an das portugiesische Wort Cristão die Bezeichnung kirishitan (切支丹).
Die zur Schreibung des Wortes verwendeten chinesischen Schriftzeichen variierten nach Zeitalter der Niederschrift und Schreibstil des Verfassers des Textes, geben die Lautung kirishitan wieder und enthalten durch die jeweils verwendeten Schriftzeichen einen erweiterten Sinn. Dieser veränderte sich im Zeitalter der Verfolgungen der römisch-katholischen Kirche in Japan negativ und transportierte Hinweise, so enthält etwa die Schreibweise 切死丹 die Schriftzeichen für „schneiden“ (切 kiri) und „Tod“ (死 shi) oder die Schreibweise 鬼理死丹 die für „Teufel“/„Dämon“/Oni (鬼, ki gelesen) und „Tod“. Die Schreibform 吉利支丹 wurde während der Regierungszeit des 5. Shōgun Tsunayoshi (綱吉) aufgegeben, da das Schriftzeichen 吉 („Glück“) auch in dessen Namen vorkam. Nach seiner Regierungszeit entwickelte sich die Schreibform zu 切支丹. Heute wird kirishitan i. d. R. bedeutungsneutral in Katakana キリシタン geschrieben.
Ein heute sehr gebräuchliches Wort für „Christ“ (Person, die dem Christentum angehört) ist クリスチャン kurisuchan von englisch Christian.

## Römisch-Katholische Kirche

Abbildung Franz Xaver (17. Jhd.); Wegbereiter der Mission in Japan

### Die Zeit des christlichen Jahrhunderts
Die Geschichte der römisch-katholischen Kirche und damit des Christentums in Japan begann im Jahre 1549, als der Jesuit Franz Xaver (Francisco de Xavier y Jassu) in Japan an Land ging. Die darauf folgende Zeit der Mission, die bis in die erste Hälfte des 17. Jahrhunderts dauerte, wird in der westlichen Historiographie in Anlehnung an das Buch The Christian Century in Japan (1951) von Charles Ralph Boxer als das „christliche Jahrhundert“ Japans bezeichnet, wenngleich diese Bezeichnung – so Wolfgang Schwentker – zu einer Überschätzung des Einflusses des Christentums führen könnte. Diese Zeitepoche in der Religionsgeschichte Japans endete im Jahr 1639 nach der Niederschlagung des Shimabara-Aufstands mit der Ausweisung der Handelsherren der Portugiesen und der Missionare der römisch-katholischen Kirche.

Zu Beginn dieser Zeit lernte im Dezember 1547 der Mitbegründer des Jesuitenordens Xaver in Malakka den Japaner Anjirō kennen, von dem er genauere Nachrichten über das fernöstliche Inselreich erhielt. Bis zu jener Zeit war das Inselreich Japan in Europa nur aus Marco Polos Erzählungen als Goldland „Zipangu“ bekannt, das Christoph Kolumbus auf seiner Fahrt nach Indien und China über den Atlantischen Ozean unter spanischer Flagge anzusteuern gedachte. Da dessen Seereise mit der Entdeckung der dazwischenliegenden Landgebiete Amerikas eine staunenerregende historische Entwicklung genommen hatte, tat sich für den Jesuiten Xaver die Möglichkeit auf, dieses sagenhafte „Goldland“ zu erreichen. Im August 1549 landete er mit drei Ordensangehörigen und dem Japaner Anjirō in Kagoshima auf der südlichen Insel Kyushu. Der lokale Fürst Shimazu Takahisa gewährte ihm Unterstützung. Xavier war tief beeindruckt von Land und Leuten und warb in begeisterten Sendbriefen um personelle und finanzielle Unterstützung, um das Land dem Katholizismus zuzuführen. Während seiner Missionsreisen in Kyushu und im westlichen Honshu hatte er erste Erfolge bei der Gewinnung von Gläubigen. Im Jahr 1550 reiste er nach Kyōto, bat beim Tennō um Audienz, wurde aber abgewiesen. 1551 erreichte er Goa, einen der Missionsstützpunkte des Jesuitenordens in Indien. In den folgenden Jahren zogen Ordensangehörige nach Japan und bauten die von Xaver begonnene Mission aus. Unter diesen erwarben João Rodrigues, Luís Fróis und Luís de Almeida bleibende kirchengeschichtliche Verdienste.

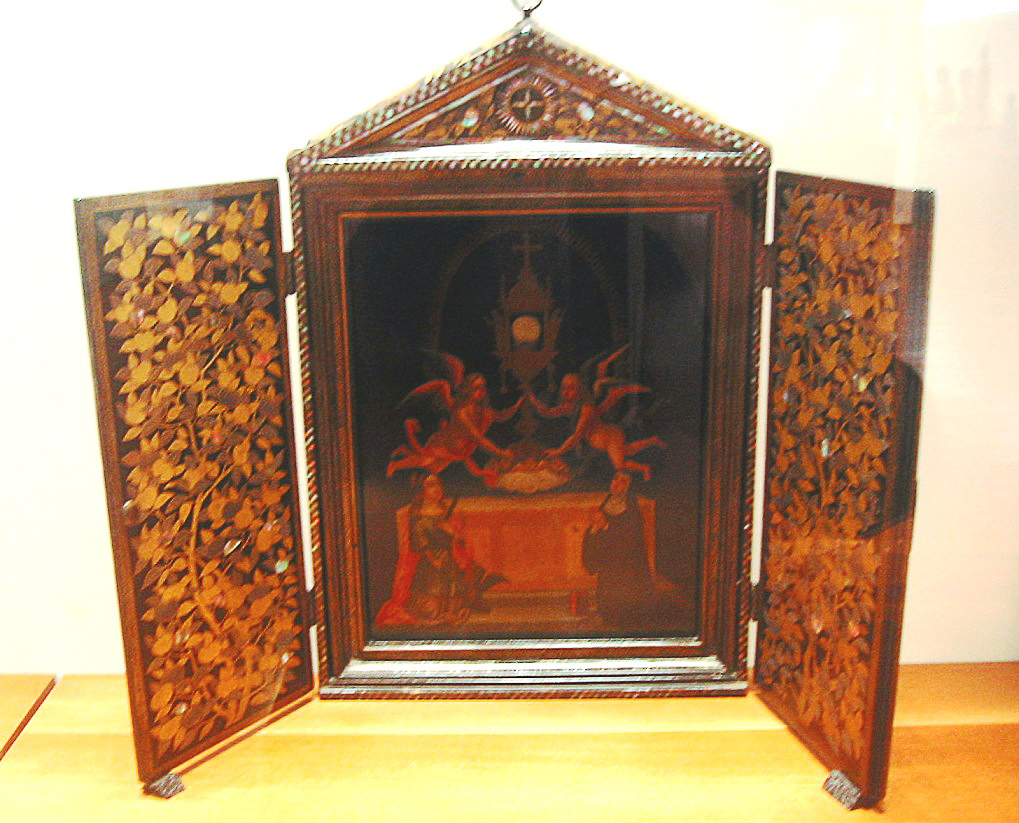
Japanischer Votiv-Altar, Ende des 16. Jahrhunderts

Die römisch-katholische Mission in Japan war von handelspolitischen Bestrebungen der Herkunftsländer begleitet. Portugiesen und Spanier, die damals vorherrschenden Kolonialmächte, versuchten ihren Einfluss geltend zu machen und rangen um Handelsgewinne. Über diese Europäer gelangte unter anderem die technische Neuerung der Schusswaffe nach Japan, die den Verlauf der folgenden Jahrzehnte der Zeit der streitenden Reiche beeinflussen sollte, in welcher japanische Regionalherrscher (Daimyō) um die Vorherrschaft im Inselreich kämpften. Gute Beziehungen zu den katholischen Missionaren und den ihnen folgenden portugiesischen Kaufleuten brachten ökonomische Vorteile. Einige der Daimyō ließen sich taufen. In der historischen Überlieferung werden sie kirishitan daimyō (キリシタン大名) genannt. Mit der Duldung bzw. Förderung des Katholizismus wurde auch versucht, ein Gegengewicht zu den buddhistischen Klöstern zu etablieren, die mit eigenen Truppen politische, religiöse und wirtschaftliche Machtzentren waren und die Interessen der gewinnstrebenden Regionalherrscher beeinträchtigten.
Die schnelle Ausbreitung des Christentums vor allem in Kyūshū und im Südwesten von Honshū war nur in zweiter Linie das Werk von Europäern, auch deshalb, weil es nur sehr wenige Missionare gab: 1579 lebten lediglich 23 Jesuiten in ganz Japan, bei rund 100.000 – weit verstreut lebenden – Christen. Die Mission vollzog sich vielmehr als „Kapillarmission“ (Michael Sievernich): Japanische christliche Familien der ersten Generation gewannen andere Familien für ihren Glauben.
Im Laufe der blutigen Reichseinigung unter Toyotomi Hideyoshi wurde die Macht der buddhistischen Klöster gebrochen. In der Folge gewann die Beruhigung und Befriedung des Landes an Bedeutung. Dem standen der theologische Ausschließlichkeitsanspruch der christlichen Missionare und das dominierende und preisbestimmende Verhalten der portugiesischen Kaufleute bei dem Import von Rohseide und Seidenstoffen im Wege. Bei der Reichseinigung sollten die in den südwestlichen Landesteilen sitzenden Regionalherrscher vom Fernhandel ferngehalten werden. Dessen horrende Gewinne ermöglichten den Ankauf von Feuerwaffen und die Aufstellung von Truppen, um eigene Pläne durchzusetzen.

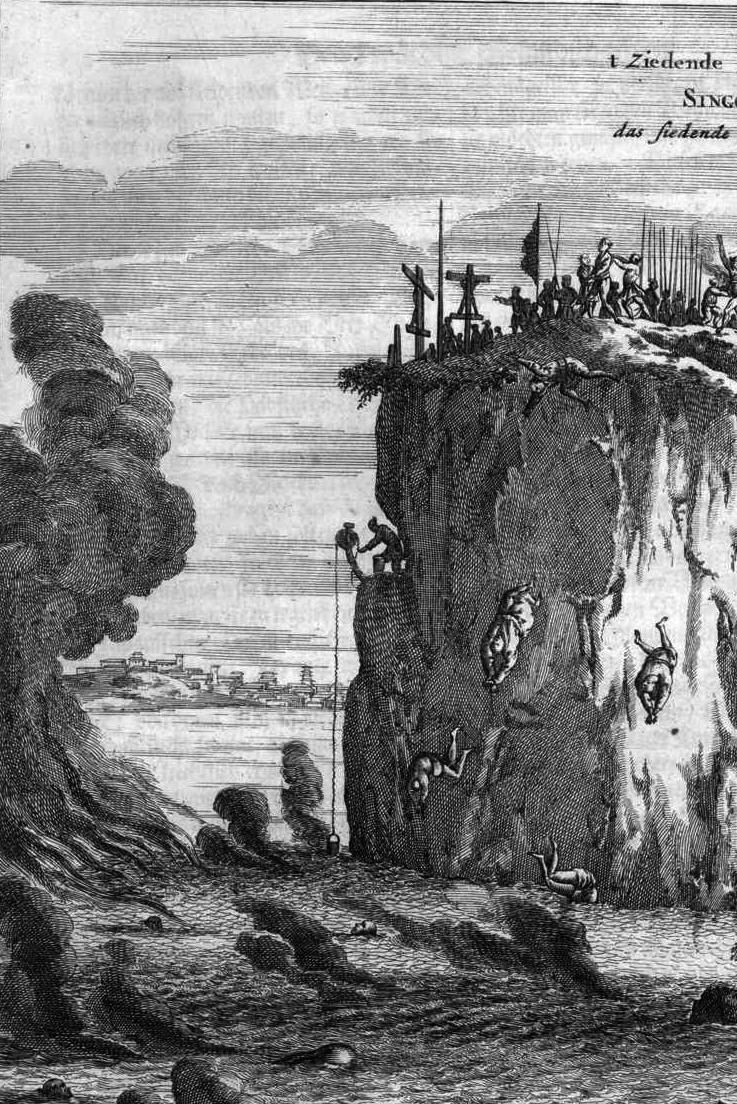
Hinrichtung von Christen in den heißen Quellen des Vulkans Unzen (Kyushu) im frühen 17. Jahrhundert. Der Stich entstand auf der Grundlage schriftlicher Berichte aus Japan (Arnoldus Montanus: Gedenkwaerdige Gesantschappen der Oost-Indische Maetschappy in't Vereenigde Nederland, aen de Kaisaren van Japan, 1669)

Im Jahre 1587 erließ Hideyoshi das „Pater-Ausweisungsedikt“ (伴天連追放令, Pateren [= von port. padre] tsuihōrei), das erste einer Reihe von Edikten zur Unterdrückung der römisch-katholischen Kirche und der Eindämmung der Mission in Japan. 
Dies war kein Resultat einer langfristigen Strategie, sondern eine Ad-hoc-Reaktion auf Widerstand von Seiten der Missionare und der Handelsleute. Die Durchsetzungsmöglichkeiten des Edikts waren räumlich und zeitlich begrenzt. Nach und nach wurde die Verfolgung der römisch-katholischen Gläubigen in Japan verstärkt und systematisiert. Am 5. Februar 1596 wurden in Nagasaki 26 Christen, neun Missionare, darunter sechs Angehörige des Ordens der Franziskaner und drei des Jesuitenordens, sowie 17 japanische Laien (Franziskaner-Tertiaren) gekreuzigt. Unter den Hingerichteten war auch der Japaner Paul Miki. Diese Märtyrer von Nagasaki, die ersten römisch-katholischen Märtyrer Japans, wurden 1862 vom Vatikan in Rom unter Papst Pius IX. heiliggesprochen. Bei weiteren Verfolgungen wurden römisch-katholische Glaubensangehörige in kochend heiße Quellen (地獄 jigoku, „Hölle“) der Vulkanregion Unzen geworfen. Eine auf Briefe aus Japan hin entstandene Illustration findet sich bei Montanus (1669). Der Herrscher Hideyoshi forderte von den ihm untergebenen Vasallen die Abkehr vom Christentum. Die meisten folgten seiner Forderung. Der Daimyō Takayama Ukon verweigerte dies, verlor seinen Rang und wurde außer Landes verbannt.
Das 1602 entstandene Tokugawa-Shōgunat in Edo behielt gegenüber dem Christentum die gleiche ablehnende Verhaltensweise bei. Damals missionierten Ordensangehörige der Franziskaner, Jesuiten und Dominikaner in Japan, schließlich wurden alle Ausländer, meist Europäer, im Rahmen der Abschließungspolitik (sakoku) des Landes verwiesen. Dominikaner in Kyushu wurden 1609 verhaftet, nach Nagasaki verbracht, einige öffentlich hingerichtet und die übrigen des Landes verwiesen. 
Shōgun Tokugawa Ieyasu verbot 1612 die Verbreitung der römisch-katholischen Lehre, zunächst im vom Shogunat direkt regierten Gebiet (Tenryō) und schließlich 1615 durch die buke shohatto, eine Sammlung von Verordnungen für die Daimyō in ganz Japan. Im Jahr 1623 kamen neun Missionare, darunter drei Dominikaner aus Manila, in die südliche Provinz Satsuma. 
Bis 1634 wurden sie verhaftet und hingerichtet bzw. nach der Landesabschließung eintreffende Missionare im Kirishitan Yashiki interniert.

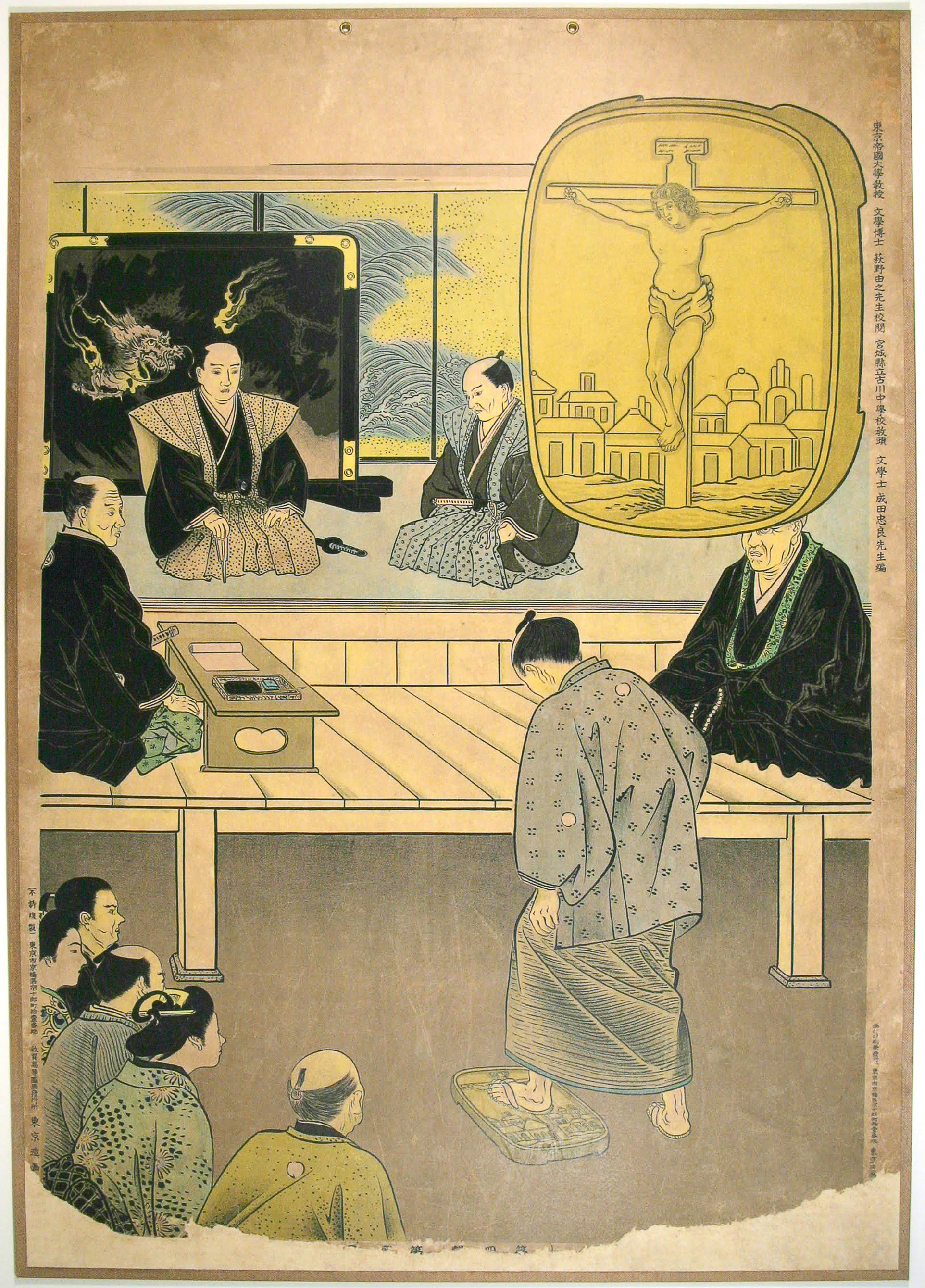
Die Abbildung zeigt das Bild-Treten auf einem Fumi-e (Abbildung circa 1870), eine Praxis um Christen zu erkennen

Alle Japaner einfacher Herkunft mussten sich in dieser Zeit in buddhistischen Tempelanlagen registrieren lassen. Um versteckte Christen zu finden, wurde die Bevölkerung gezwungen, vor Zeugen auf kleine Relieftafeln mit christlichen Symbolen, die Fumie (Tretbilder), zu treten. Wer sich weigerte, galt als Christ. Besonders in Edo (dem heutigen Tokio), Osaka und der einstigen römisch-katholischen Hochburg Nagasaki war dies eine lebenserhaltende Pflicht, der die Stadtbewohner jährlich nachkommen mussten.
Wurde jemand als Christ identifiziert, gab es für ihn zwei Möglichkeiten. Bekennende Christen wurden gekreuzigt oder verbrannt. Wer jedoch als Apostat seinem Glauben abschwor, blieb am Leben und galt als korobi kirishitan (転びキリシタン, 転び切支丹, 転び吉利支丹, „umgefallener Christ“). Die gesamte Familie der sogenannten umgefallenen Christen wurde über sieben Generationen von staatlichen und religiösen Behörden überwacht.
Von den Hinrichtungen von Nagasaki bis 1639 starben durch die Verfolgung zwischen rund 2000 und 4000 Menschen. Die Gesamtzahl der Christen Japans zu seinen Hochzeiten betrug circa 300.000.
Im Jahr 1637 kam es zu einem Aufstand der durch Abgabelasten bis aufs Letzte ausgepressten, überwiegend christlichen Landbevölkerung im Raum Amakusa/Shimabara. Etwa 27.000 Aufständische verschanzten sich in der Festung Hara und trotzten den Angriffen der Samurai-Truppen des Regionalherrschers. Während der sich hinziehenden Kämpfe wurden die Niederländer in der Handelsniederlassung Hirado gezwungen, mit ihren Schiffskanonen die Wallanlagen zu beschießen. Nach längerer Belagerung eroberten die auf 120.000 Mann verstärkten shogunatstreuen Truppen die Festung. Keiner der Aufständischen überlebte. Dieser Aufstand von Shimabara gab den Ausschlag zur Ausweisung der Europäer aus Japan, ausgenommen der Niederländer. Die Niederlande waren seit dem Unabhängigkeitskampf gegen Spanien ein Staat, der Religionsfreiheit gewährte und in dem zahlreiche, auch kleine Konfessionen vertreten waren; die Reformierte Kirche, zu der nur eine Minderheit der Einwohner gehörte, hatte den Status einer Öffentlichen Kirche (publieke kerk). Nach dem Jahr 1640 bekannte sich in Japan für zwei Jahrhunderte niemand öffentlich zur römisch-katholischen Kirche.

### Kakure Kirishitan

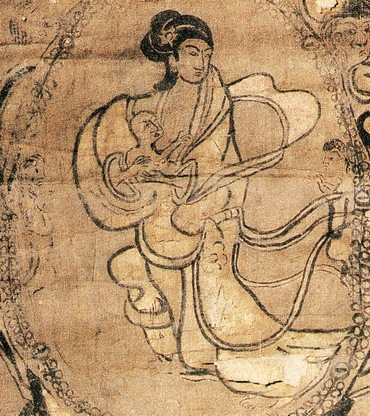
Muttergottes mit Christus (1850); Herkunft wahrscheinlich Kakure Kirishitan

Kakure Kirishitan (隠れ切支丹 oder 隠れキリシタン, „verborgene Christen, Kryptochristen“) bezeichnet Japaner, die ab Anfang des 17. Jahrhunderts trotz des Verbots des Shogunats das katholische Christentum als Religion angenommen hatten und ohne Einflüsse von außen zu einer eigenen Glaubensform weiter entwickelten. Diese entsprach jedoch nicht mehr der durch die Mission verbreiteten Ausformung des Katholizismus, da es zum Verlust der Kommunikation mit den Missionen und der institutionalisierten Kirche kam. Daneben besaßen viele Christen nur ein begrenztes Verständnis der vor Ort noch neuen Religion und ihrer Riten. Infolge der Verfolgung kapselten sich die einzelnen Gemeinden voneinander ab, sodass die tatsächlich ausgeführten Praktiken variierten. Dazu kamen Verbindungen mit Shintō und Buddhismus, die als Tarnung der christlichen Handlungen und Glaubensüberzeugungen genutzt werden konnten. Ein literarisches Beispiel, wo sich diese Überschneidungen zeigen, ist das Tenchi Hajimari no Koto. Ob die Kakure Kirishitan noch als im engeren Sinne „christlich“ bezeichnet werden können, wird von einigen Forschern angezweifelt.
Während sich kleine Teile der ausländischen Mission noch rund drei Jahrzehnte versteckt in Japan aufhielten, übernahmen wahrscheinlich die dōjuku and kanbō (zwei Ämter, die es nur in Japan gab), welche als Nichtordinierte jedoch keine Sakramente spenden durften, die Hauptverantwortung in den Gemeinden. Bestand bereits zur Zeit der Legalität ein Mangel an ordinierten Geistlichen, führte diese Entwicklung – bis auf die Taufe – zu einem weiteren Rückgang sakramentaler Praxis. Organisatorisch orientierte man sich vielfach an Sodalitäten und Bruderschaften. Später entstanden weitere Funktionsträger in den Gemeinschaften, deren Bezeichnungen sich zwischen den Gemeinden schon auf kurzer Distanz unterschieden.
Bibeln oder andere schriftliche Quellen besaßen die Kakure Kirishitan nicht mehr, da diese auf Anweisung des Shogunats verbrannt wurden. An unauffälligen Stellen hatten sie aber Objekte mit mehr oder minder deutlichen Kreuzformen bzw. buddhistische Kannon-Figuren (Maria-Kannon), die sie im Geheimen für ihre sakralen Handlungen benutzten. Die dabei gesprochenen Gebete, die Orasho oder Oran’yo (von lat. oratio, Gebet), waren eine Mischung aus Latein, Portugiesisch und Japanisch, die im Lauf der Jahrzehnte von den Gläubigen nicht mehr verstanden wurde. Ein aus Ikitsuki bei Nagasaki überliefertes Orasho beginnt mit den Worten deusu paitero, hīryō, superito santo no (でうすぱいてろ、ひーりょう、すぺりとさんとの) und entstand aus der lateinischen trinitarischen Formel Deus pater, filius, spiritus sanctus („Gott Vater, Sohn, Heiliger Geist“) bzw. aus dessen (teils) portugiesischer Entsprechung Deus padre, (Deus) filho, (Deus) spiritu sancto.
Im Jahre 1853 erzwangen die USA die Öffnung Japans. Drei Jahre später wurden die ersten Handelsverträge mit den Vereinigten Staaten von Amerika und europäischen Ländern abgeschlossen und Japan öffnete fünf Häfen (Hakodate, Niigata, Yokohama, Kōbe und Nagasaki) für ausländische Schiffe.
Am 22. Januar 1863 begann in Nagasaki zum ersten Mal nach dem Verbot von 1613 der Bau einer christlichen Kirche (大浦天主堂, Ōura tenshudō, der „Basilika der sechsundzwanzig heiligen Märtyrer Japans“) für die dort anwesenden Franzosen, die am 29. Dezember 1864 vollendet wurde. Am 17. März 1865 bekam Bernard Thadee Petitjean, der Seelsorger der Kirche, Besuch von 15 Japanern. Eine Frau mit dem Namen Yuri Sugimoto teilte ihm mit, sie seien Christen – mehr als 250 Jahre nach dem offiziellen Verbot und über 200 Jahre nach dem Verlust aller Kontakte nach außen.
Nach der Aufhebung des Verbots des Christentums kehrten zahlreiche Kakure Kirishitan wieder in die Römisch-katholische Kirche zurück. Heute beträgt die Zahl der Japaner, welche die alten Kakure-Rituale praktizieren, einige Hundert.

2018 wurden verschiedene christliche Stätten in die Liste des UNESCO-Weltkulturerbe aufgenommen.

Die Ōura-Kirche wurde kurz nach dem Ende der Sakoku-Ära errichtet und gilt als älteste erhaltene Kirche Japans.

### Die Katholische Kirche nach der Öffnung
Seit 1. Mai 1846 bestand in Japan ein Apostolisches Vikariat, das nur Ausländern offenstand. Nach der Öffnung Japans gegenüber westlichen Staaten Mitte des 19. Jahrhunderts und dem Bekanntwerden der noch bestehenden christlichen Gemeinde von Urakami in Nagasaki kehrten etwa die Hälfte der Kakure Kirishitan zur Römisch-katholischen Kirche zurück, deren religiöse Neuorientierung anfangs nicht einfach war. Die damalige kaiserliche Meiji-Regierung verbot Japanern zunächst die Annahme des Christentums. Unter diplomatischem Druck des Auslands wurde im Jahre 1873 das Christentum in Japan wieder offiziell zugelassen. Im Jahre 1891 entstand das römisch-katholische Erzbistum Tokio und wurde 1937 an japanische Geistliche übergeben. Bei dem Atombombenabwurf auf Nagasaki am 9. August 1945 kamen 8500 der 12.000 Katholiken in Japans größter christlicher Gemeinde Urakami um.
Katholischer Metropolit in Tokio ist seit Oktober 2017 Tarcisio Isao Kardinal Kikuchi SVD; Weihbischof von Tokio ist James Kazuo Koda.

### Liste der Diözesen
- Erzbistum Nagasaki
  - Bistum Fukuoka
  - Bistum Kagoshima
  - Bistum Naha
  - Bistum Oita
- Erzbistum Osaka-Takamatsu
  - Bistum Hiroshima
  - Bistum Kyōto
  - Bistum Nagoya
- Erzbistum Tokio
  - Bistum Niigata
  - Bistum Saitama
  - Bistum Sapporo
  - Bistum Sendai
  - Bistum Yokohama

## Orthodoxe Kirche

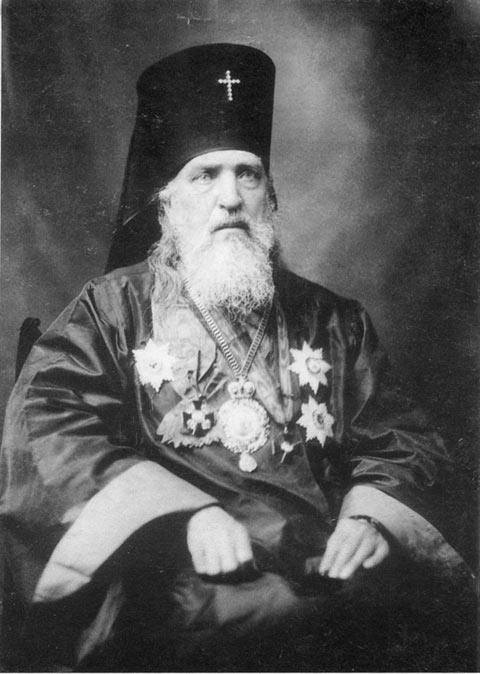
Nikolai von Japan (erstellt vor 1912)

Die Orthodoxe Kirche in Japan (日本ハリストス正教会, Nihon Harisutosu seikyōkai, wörtlich „Japanische christliche [hier von russisch Христос Christos] Kirche“) ist durch eine Erzeparchie vertreten.

### Geschichte
Die Kirchengemeinde wurde nach dem Jahr 1861 von dem jungen russischen Mönch Nikolai (Kasatkin) (1836–1912), der als Nikolai von Japan zu den historischen Persönlichkeiten der russisch-orthodoxen Kirche zählt, gegründet. Ausgehend von seiner Tätigkeit als Seelsorger der Diplomaten und Mitarbeiter der Botschaft des Russischen Reiches in Hakodate gründete er Kirchengemeinden und wurde 1879 der erste russisch-orthodoxe Bischof von Japan. Seine frühe missionarische Tätigkeit war beeinflusst von Bischof Innokenti Weniaminow (Missionar für die Aleuten). Diesen traf er auf seiner Reise nach Japan durch Sibirien. Bis zu seinem Tod wuchs die orthodoxe Gemeinschaft auf rund 33.000 Gläubige an.
Er hielt Gottesdienste in japanischer Sprache und beteiligte Japaner, die seinen Glauben angenommen und die Weihen als Priester erhalten hatten, an der Kirchenleitung und der Seelsorge der Gemeinden. Nikolai von Japan gab eine Bibelübersetzung des Neuen Testaments und die in der Liturgie gelesenen Teile des Alten Testaments in japanischer Sprache heraus, welche durch ihr klassisch-literarisch geprägtes Japanisch neben der religiösen auch von sprachwissenschaftlicher Bedeutung ist. Nikolai wurde im Jahr 1970 von dem Patriarchen der russisch-orthodoxen Kirche in Moskau heiliggesprochen. Sein Gedenktag ist sein Todestag am 16. Februar (bzw. 3. Februar nach julianischem Kalender). Nikolai, Erleuchter von Japan gilt seither als orthodoxer Schutzheiliger des Landes.
Während des Russisch-Japanischen Krieges war die Stimmung im Land gegenüber der orthodoxen Mission geteilt. Verbale Angriffe, Vorwürfe der Spionage – insbesondere durch radikale japanische Nationalisten – und Anschuldigungen in Printmedien erzeugten eine bedrängende Situation. Erwartete physische Übergriffe auf die Mission, die unter polizeilichem Schutz stand, blieben jedoch aus. Zusätzlich erhielt die Mission Unterstützung von Privatpersonen und von der japanischen Regierung. In einer Stellungnahme äußerte Nikolai sich zu Gebeten für die Kriegsparteien und verwies auf einen verpflichtenden Patriotismus, sowohl für die russischen als auch die japanischen Christen, nahm sich davon jedoch aus, indem er für keine der Seiten beten wolle. Weiterhin waren Russisch sprechende japanische Priester für die geistliche Betreuung der (russischen) Kriegsgefangenen zuständig.

Mit der Oktoberrevolution zwölf Jahre später fielen die finanziellen Hilfen der Mission weg und der Kontakt zur Kirche in Russland schränkte sich ein. Dennoch blieb die Kirche Moskau treu. Das änderte sich erst 1941 für eine kurze Zeit. Der neu gewählte Bischof Nikolai (Ono) – von Bischöfen der ROKA geweiht – übertrug die Jurisdiktion jedoch kurz nach seiner Wahl an das Moskauer Patriarchat. Die Wahl war aufgrund der gesetzlichen und verwaltungstechnischen Änderungen im Jahre 1939 nötig geworden. Diese sahen vor, dass alle Oberhäupter religiöser Gemeinschaften ethnische Japaner sein müssten. Eine längere Spaltung erlebte die japanische Kirche nach der Niederlage Japans. Durch den Einfluss der Besatzungsmacht gelangte die Kirche unter die Jurisdiktion der US-amerikanischen Metropolie der Russisch-Orthodoxen Kirche im Ausland, was zur Teilung der Kirche in einen amerikanischen und einen kleineren moskautreuen (Wahre Japanische Orthodoxe Kirche – Bischof zunächst Nikolaj (Ono), nach Wechsel zu ROKA später Nikolaj (Sayama)) Teil führte. Mit der Gewährung der kanonischen Autonomie von Moskau (nicht anerkannt von Konstantinopel und den meisten anderen autokephalen Kirchen) endete die Spaltung 1970, wobei die Wahre Japanische Orthodoxe Kirche aufgelöst wurde. Voraus gingen Kontakte zwischen Moskau und der US-amerikanischen Metropolie. Hierdurch gab letztere die Leitung der Japanischen Orthodoxen Kirche auf. Bischof Theodosio (Nagashima) übernahm 1972 die Leitung der Kirche nach dem Rücktritt von Bischof Vladimiro (Nagosky). Die japanisch-orthodoxe Kirche ist somit eine autonome Kirche mit Anbindung an die russisch-orthodoxe Kirche in Moskau, hat ein Mitspracherecht bei der Wahl des Kirchenoberhauptes und sonstigen inneren Angelegenheiten.

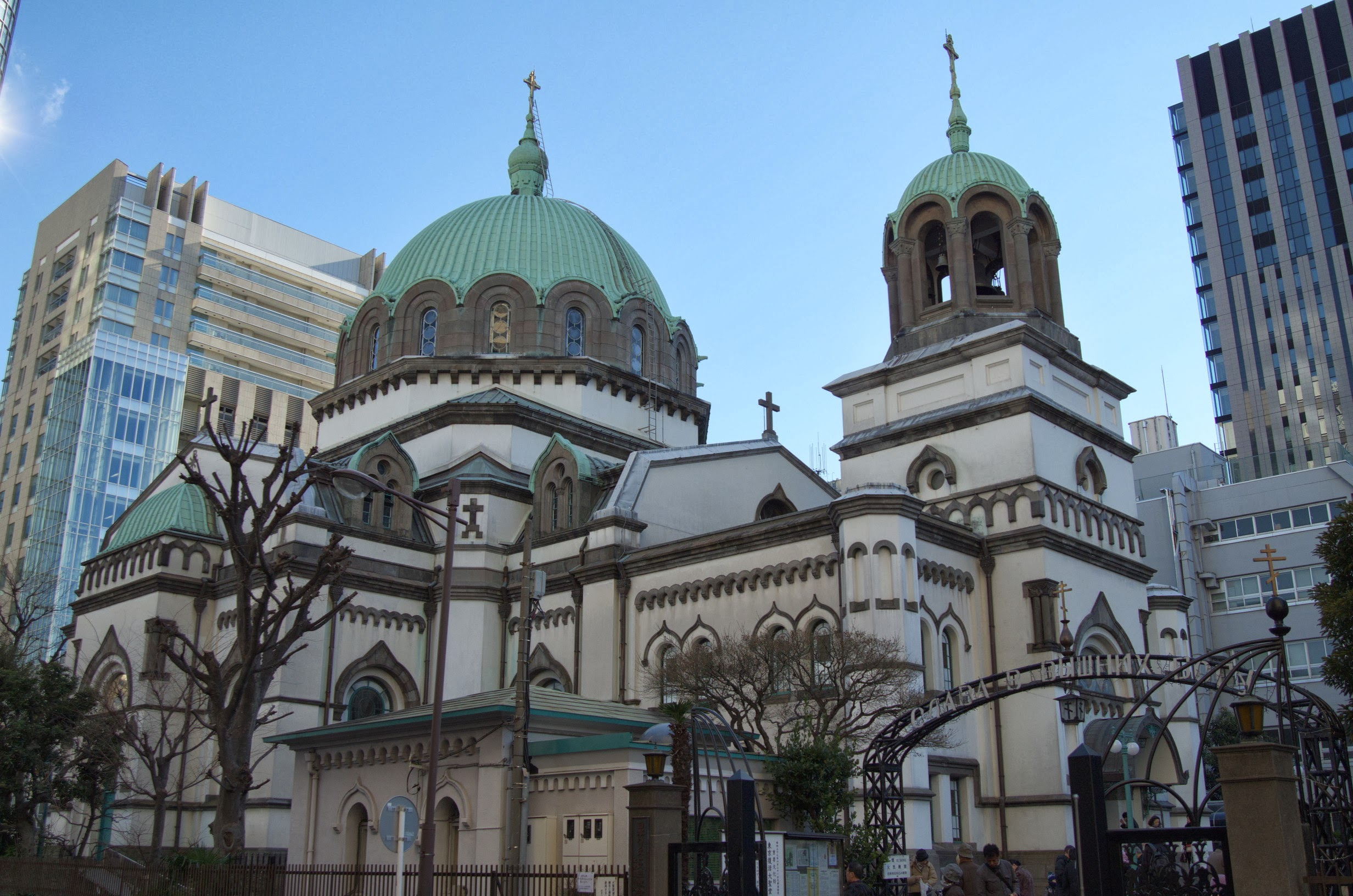
Auferstehungskathedrale (2015) in Tokyo; auch Nikolai-dō genannt

Die orthodoxe Kathedrale in Tokio (Baubeginn 1884; byzantinischer Stil; beim Kantō-Erdbeben 1923 stark beschädigt und danach wieder aufgebaut) heißt formell Auferstehungskathedrale Tokio (復活大聖堂, fukkatsu daiseidō) und wird auf Stadtplänen auch Nikolai-dō (ニコライ堂, Haus des Nikolai) genannt. Sie war das erste Gebäude Tokios, das höher als der Kaiserpalast lag, was damals bemerkenswert war und deren Bedeutung unterstreicht. Die russisch-orthodoxen Kirchen in Hakodate und Tokio sind als „bedeutende staatliche Kunstschätze“ anerkannt und geschützt.

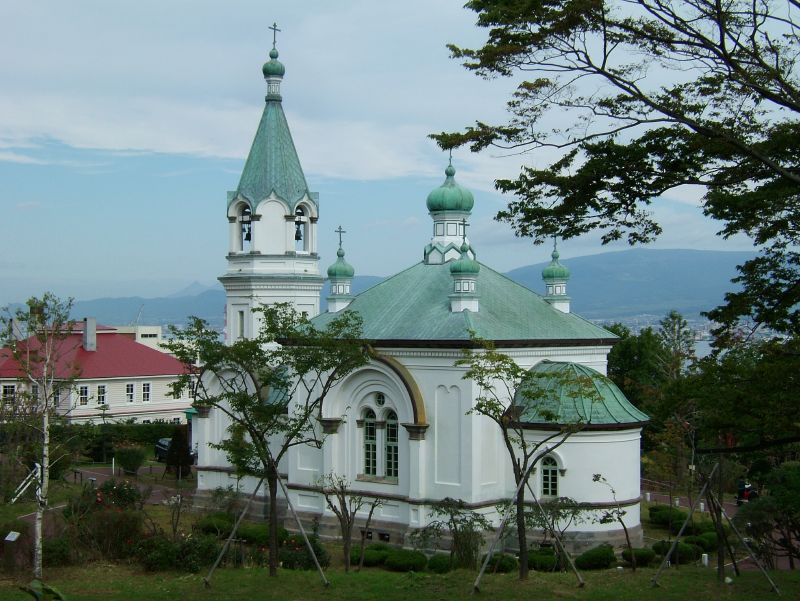
Auferstehungskirche in Hakodate (2005)

### Struktur
Die Orthodoxe Kirche in Japan besteht aus drei Bistümern
- Erzeparchie von Tokio
  - Eparchie von Ostjapan (Sendai)
  - Eparchie von Westjapan (Kyōto)

Der Erzbischof von Tokio ist Metropolit von Japan
1. 1906–1912 Nikolai (Kasatkin)
2. 1912–1945 Sergius (Tikhomirov)
3. 1941–1945 Nikolai (Ono)
4. 1946–1952 Beniamin (Basalyga)
5. 1952–1962 Irenei (Bekish)
6. 1962–1964 Nikon (de Greve)
7. 1964–1970 Vladimiro (Nagosky)
8. 1970–1999 Theodosius (Nagashima)
9. 2000–2023 Daniel (Nushiro)
10. 2023 bis heute Seraphim (Tsujie)

Am 28. September 2023 wurde Erzbischof Seraphim von Sendai zum Primas der Orthodoxen Kirche in Japan gewählt. Er hatte dieses Amt bereits nach dem Tod von Daniel (Nushiro) stellvertretend inne. 30 Priester und fünf Diakone betreuen etwa 150 orthodoxe Kirchengemeinden, die sich meist auf der Insel Hokkaidō befinden. Die Liturgie wird in Japanisch vollzogen.

## Evangelische Kirchen
Zur anglikanischen Kirche in Japan siehe: 

### Meiji-Zeit
Die evangelische Mission begann mit der Öffnung Japans zur Zeit der Meiji-Restauration in den 1850er Jahren. Der Harris-Vertrag (1858) gestattete Ausländern (nur ihnen), in Japan ihren christlichen Glauben zu leben. Dazu entstanden nahe den von Japan geöffneten Häfen eigene Ausländerviertel mit Kirchen. 1859 gingen in Nagasaki und Yokohama (damals Kanagawa) die ersten protestantischen Missionare an Land. Einige brachten Erfahrungen aus der Chinamission mit und stellten fest, dass gebildete Japaner die chinesische Bibel lesen konnten, wodurch sich erste Kontakte zur Bevölkerung ergaben. Die meisten Japaner, die in dieser Frühphase am Christentum interessiert waren, waren junge Intellektuelle aus Shōgun-Familien oder aus Familien der früheren Lehnsherren. 
Die Meiji-Restauration veränderte ihr Leben grundlegend, so dass das Christentum wie eine Alternative zu den bisherigen feudalen Werten erscheinen konnte.

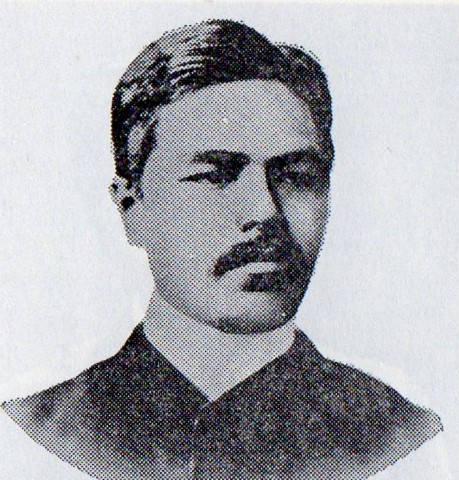
Uchimura Kanzō (1887), Gründer der Mukyōkai-Bewegung

Der Übersetzer und Sprachlehrer Yano Mototaka (Ryūzan) empfing auf dem Sterbebett die Taufe (1865) und war der erste protestantische Japaner. Die erste Gemeindebildung war die Yokohama Kōkai. Sie ging aus heimlichen Gebetstreffen japanischer Studenten hervor und wurde am 10. März 1872 gegründet. Weitere Gruppen bildeten sich in Kōbe, Osaka, Kyōto und anderen Städten. 
Der amerikanische Hauptmann L. L. Janes erhielt einen Lehrauftrag für Englisch an der Landesschule von Kumamoto. Obwohl er sich verpflichtet hatte, keine Mission zu betreiben, gab er in seinem Privathaus Bibelstunden. Rund 40 Studenten schlossen auf einem Hügel am 30. Januar 1876 den „Kumamoto-Bund“, in dem sie per Unterschrift dem christlichen Glauben beitraten (einige wurden später getauft). Disziplinarmaßnahmen der Behörden waren die Folge; die Schule in Kumamoto wurde geschlossen. Ähnlich verlief die Ausbreitung des Protestantismus in Sapporo, dort war W. S. Clark Rektor einer neuen Ackerbauschule und erteilte privat „Moralunterricht“; schließlich legte er in diesem Kreis ein englisch verfasstes „Gelöbnis der an Jesus Glaubenden“ zur Unterschrift vor. Zu der Gruppe, die dieses Bekenntnis annahm, gehörte Uchimura Kanzō.
Die ersten Gemeinden in Yokohama und Tokio waren presbyterianisch geprägt, während die Gemeinden in Kôbe, Osaka und Kyoto auf kongregationalistische Mission zurückgingen. Es gelang nicht, einen überkonfessionellen Zusammenschluss der japanischen Protestanten zu bilden. 
Zwischenzeitlich erreichte die kongregationalistische und presbyterianische Mission auch die Landbevölkerung. 1890 gab es 300 Gemeinden mit etwa 34.000 Mitgliedern. Sie unterstützten die Modernisierung und traten insbesondere für eine Verbesserung der Stellung der Frau in der japanischen Gesellschaft ein. Die Meiji-Verfassung (Art. 28) gewährte 1889 zwar Religionsfreiheit, aber nur soweit die öffentliche Ordnung nicht gestört würde und Christen ihren Bürgerpflichten nachkämen. Das wurde zum Problem, als die Kaiserverehrung 1890 durch das Reskript über die Erziehung zu einem zentralen Wert erklärt wurde. Uchimura Kanzō, damals Gymnasiallehrer, lehnte die Kaiserverehrung als Christ ab und wurde daraufhin entlassen. Aus seiner weiteren Tätigkeit als Laienprediger entstand die Mukyōkai-Bewegung. In christlichen Gemeinden fanden Diskussionen über eine positive oder liberale Theologie statt, ausgelöst durch Wilfried Spinner, der in Japan Kontakte zu amerikanischen Unitariern und Universalisten aufnahm. Mit 420 Gemeinden und 43.000 Mitgliedern erreichte der Protestantismus in Japan um 1900 einen Höhepunkt. Danach verschwanden die ländlichen Gemeinden aufgrund des sozialen Drucks; in Städten hielten sich die eher intellektuellen christlichen Kreise, da sie sich mit dem Kaiserkult arrangierten.

### Taishō-Zeit bis Ende des Zweiten Weltkriegs

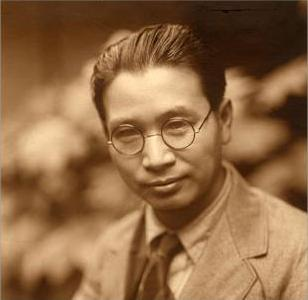
Kagawa Toyohiko (1920), als Lehrer der Kirche (EKD) und Heiliger (TEC) verehrt

Während der Taishō-Demokratie prägte sich der akademische Charakter protestantischen Gemeinden weiter aus. Ein Beispiel ist Hatano Seiichi (1877–1950), der bei Raphael von Köber an der Universität Tokio europäische Philosophie studierte und mit einer Arbeit über Baruch de Spinoza promovierte. Auslandsstudien an den Universitäten Berlin und Heidelberg schlossen sich an (1904/06); Hatano hörte unter anderem Adolf von Harnack, Ernst Troeltsch und Adolf Deißmann. Zurück in Japan, hielt er 1907 eine akademische Vorlesung über das Christentum, deren Inhalt unter dem Titel Vom Ursprung des Christentums gedruckt wurde – das erste theologische Buch in japanischer Sprache. Ishiwara Ken (1882–1976) promovierte ebenfalls bei Köber mit einer Arbeit über die Logos-Christologie des Johannesevangeliums; sein Auslandsstudium führte ihn 1921/23 an die Universitäten Basel und Heidelberg. Yoshino Sakuzō war eine bekannte Persönlichkeit während der Taishō-Demokratie, als Christ äußerte er sich kritisch zur Regierungspolitik. Kagawa Toyohiko gründete die erste japanische Gewerkschaft, engagierte sich in sozialen Projekten und gründete später die Reich-Gottes-Bewegung.
Unter dem Eindruck der Weltmissionskonferenz in Edinburgh (1910) wurden auch in den japanischen protestantischen Kirchen wieder Versuche zu einer Unionskirche unternommen, zunächst der Verein der christlichen Kirchen in Japan, kurz darauf der Verein der Christen in Japan (NCCJ). Dieser ökumenischen Organisation gehörten 1926 13 Kirchen, 8 christliche Organisationen und 22 Missionsgesellschaften an. Der Wunsch nach Kircheneinheit bestand also schon länger, die Religionspolitik der Regierung erzwang dann aber die Gründung der Vereinigten Kirche Christi in Japan (日本キリスト教団 Nihon Kirisuto Kyōdan, englisch: United Church of Christ in Japan, Abkürzungen: Kyōdan, UCCJ) führte: Im April 1940 trat das Gesetz über die Religionsgemeinschaften in Kraft. Die für Religionsangelegenheiten zuständige Abteilung des Erziehungsministeriums erklärte hierzu, eine „legitime religiöse Körperschaft“ müsse mindestens 50 Gemeinden oder 5000 Mitglieder haben und finanziell vom Ausland unabhängig sein. Der 1941 gegründete Kyōdan unterstützte die Regierungspolitik Japans im Zweiten Weltkrieg. Außerhalb des Kyōdan blieb ein Teil der Anglikaner und die kleinere Kirche Nihon Seisho Kyōkai. An der Spitze des Kyōdan stand ein Moderator (sōkai gichō) mit weitgehenden Machtbefugnissen; in dieses Amt wurde Tomita Mitsuru 1941 gewählt. Die japanischen Anglikaner standen für die japanischen Behörden besonders im Fokus, da es zwar mehrere japanische Bischöfe gab, der leitende Bischof Samuel Heaslett aber ein Brite war. Da der Erzbischof von Canterbury zu den Kritikern japanischer Politik gehörte, waren die japanischen Anglikaner und die Heilsarmee verdächtig, mit Spionen zusammenzuarbeiten; bei Beginn des Pazifikkrieges wurde Bischof Heaslett vier Monate inhaftiert. Die übrigen Bischöfe der japanischen Anglikaner waren hinsichtlich des Beitritts zur Kirchenunion geteilter Meinung. Die Bischöfe Yasutaro Naide, Yonetaro Matsui und Sadajiro Yanagihara befürworteten sie, die Bischöfe Shinji Sasaki und Hinsuke Yashiro waren strikt dagegen. Insbesondere der schwer kranke Sasaki wurde als leitender Bischof mehrfach von der Militärpolizei verhört und inhaftiert. Er verstarb Ende 1946.

### Seit 1945

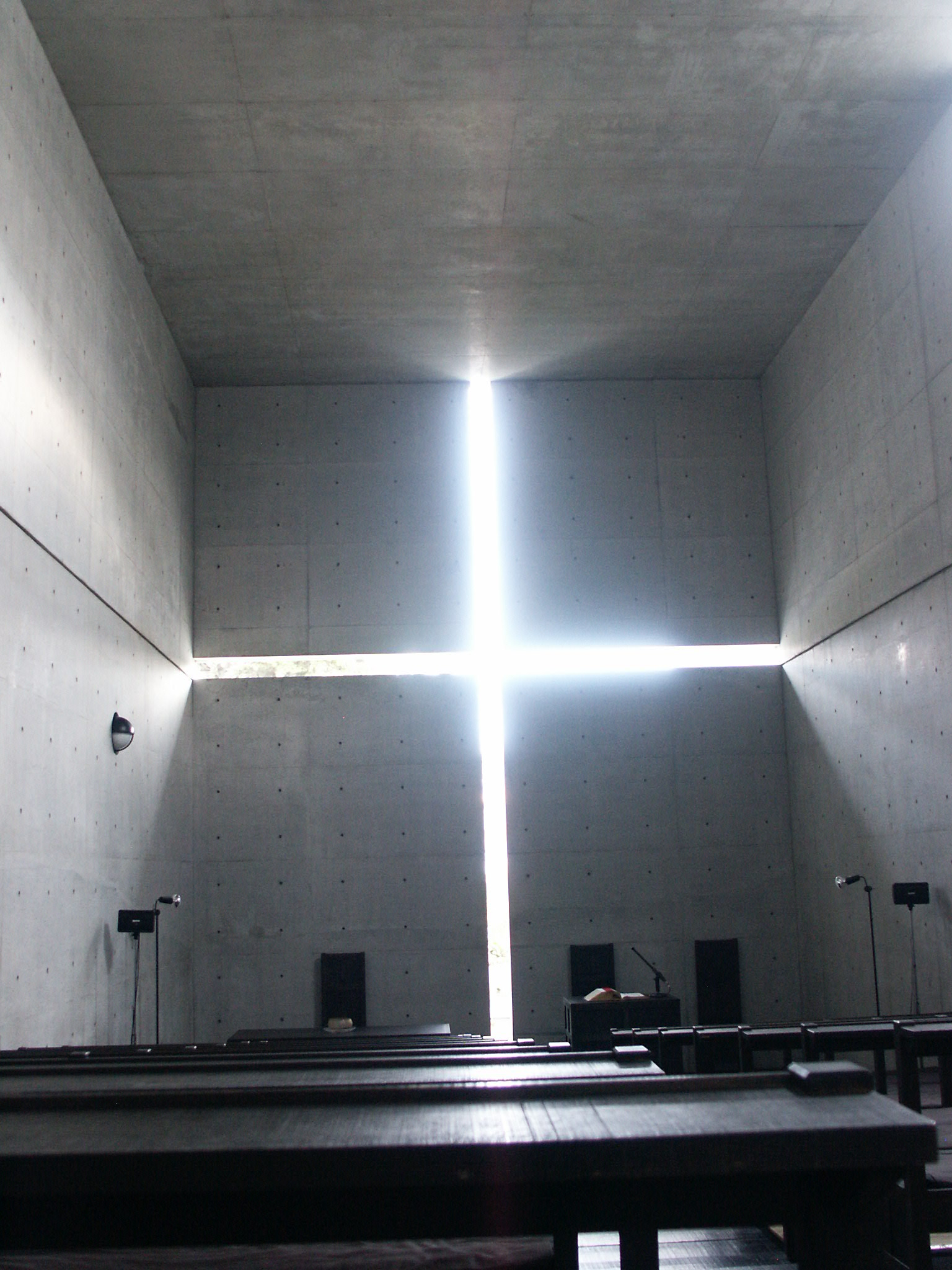
Ibaraki Kasugaoka Kyōkai („Kirche des Lichts“), ein Kirchengebäude der Vereinigten Kirche Christi in Japan

Nach der Niederlage Japans 1945 erlebte die protestantische Mission zunächst einen Boom, die konfessionelle Zersplitterung setzte aber verstärkt wieder ein. Verschiedene Kirchen trennten sich vom Kyōdan, der durch staatlichen Druck entstand und durch seine Staatsnähe auch diskreditiert war. Beispielsweise traten 18 Gemeinden reformiert-presbyterianischer Tradition 1946 aus dem Kyōdan aus und gründeten die Reformierte Kirche in Japan (Nihon-Kaikakuha-Kyōkai). 1947 löste sich die Holiness Church in Japan aus dem Kyōdan, ebenso der Baptistenbund in Japan, die Friends of Christ, die Evangelisch-lutherische Kirche in Japan. 1947 gab es 24 protestantische Kirchen, die Zahl stieg auf 76 im Jahr 1953. Es gab aber auch eine Gegenbewegung: 1948 wurde der Nationale Christenrat in Japan (Nihon-Kirisutokyō-Kyōgikai) gegründet, dessen Mitgliedskirchen etwa 90 Prozent der protestantischen Gemeinden in Japan stellten. Die größte Mitgliedskirche wurde die Vereinigte Kirche Christi in Japan, gefolgt von der Anglikanischen Kirche (Nippon Sei Ko Kai).
Der Kyōdan reorganisierte sich. 1946 trat Kozaki Michio das Amt des Moderators an, das nun demokratischer gestaltet war. 
Kozaki gehörte bereits zur Zeit seines Vorgängers zum Kirchenvorstand. Auch in der übrigen Kirchenleitung herrschte personelle Kontinuität. Die Kirche nahm 1954 ein Glaubensbekenntnis an, dem das Apostolikum zugrunde liegt. Sie entwickelte sich von einer Kirchenunion zur Unionskirche. Dies veranlasste weitere, stärker konfessionell geprägte Kirchen, sich vom Kyōdan zu trennen. Acht nordamerikanische Konfessionen erkannten den Kyōdan an und unterstützten ihn finanziell, bis er sich in den späten 60er Jahren wieder selbst tragen konnte. 1967 beschloss er eine Kriegsschuld-Erklärung, in der er sich zur Mitverantwortung für die Kriegsverbrechen Japans im Zweiten Weltkrieg bekannte und daraus eine Verpflichtung zur Friedensarbeit ableitete. 

Ein großer Teil der Opfer der amerikanischen Atombombenabwürfe (Hibakusha) waren Koreaner. Japanische Protestanten wie Kawamura Toratarō, Matsui Yoshiko und Oka Masaharu engagierten sich für medizinische Unterstützung der koreanischen Hibakusha.
Zu den international bekannten japanischen Theologen gehören Kazoh Kitamori (Theologie des Schmerzes Gottes, 1946) und Kosuke Koyama (Water Buffalo Theology, 1974). Beide waren Mitglieder der Vereinigten Kirche Christi in Japan.
Der Dirigent, Organist und Cembalist Masaaki Suzuki gehört der Reformierten Kirche in Japan an.

## Zeugen Jehovas

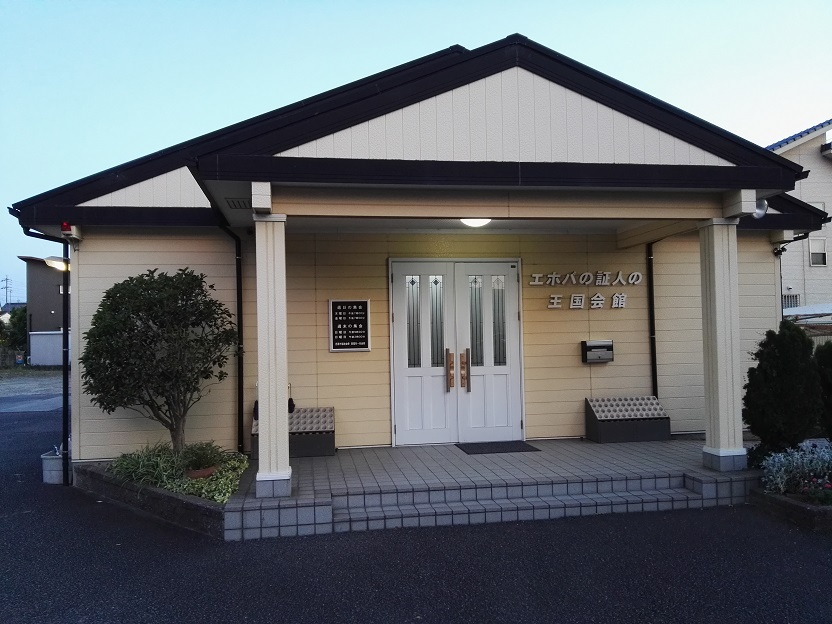
Königreichssaal in Terazu, Nishio

Vor dem Zweiten Weltkrieg zählten die Zeugen Jehovas (エホバの証人, Ehoba no shōnin) in Japan nur einige Hundert Anhänger.
Am 21. Juni 1939 wurden 130 Mitarbeiter der Tōdaisha (燈台社), der damaligen japanischen Zweigniederlassung der Wachtturm-Gesellschaft, verhaftet, wodurch die Aktivität der Zeugen Jehovas in Japan bis zum Kriegsende praktisch zum Erliegen kam.
Als nach dem Ende des Krieges 1945 das Missionswerk der Zeugen Jehovas wieder legalisiert wurde und amerikanische Missionare nach Japan kamen, nahm die Zahl der Anhänger wieder zu und überschritt Mitte der 1950er-Jahre die Tausendergrenze. 1972 zählte man etwa 14.000 Mitglieder, und bis 2024 wuchs die Zahl auf 214.457 Mitglieder in 2.888 Gemeinden an.
Seit 1980 verfügen die Zeugen Jehovas in Japan über eine eigene vollständige Übersetzung der Bibel, die Neue-Welt-Übersetzung in japanischer Sprache, von der jedes Jahr über 100.000 Exemplare in Japan verbreitet werden.

## Kirche Jesu Christi der Heiligen der Letzten Tage

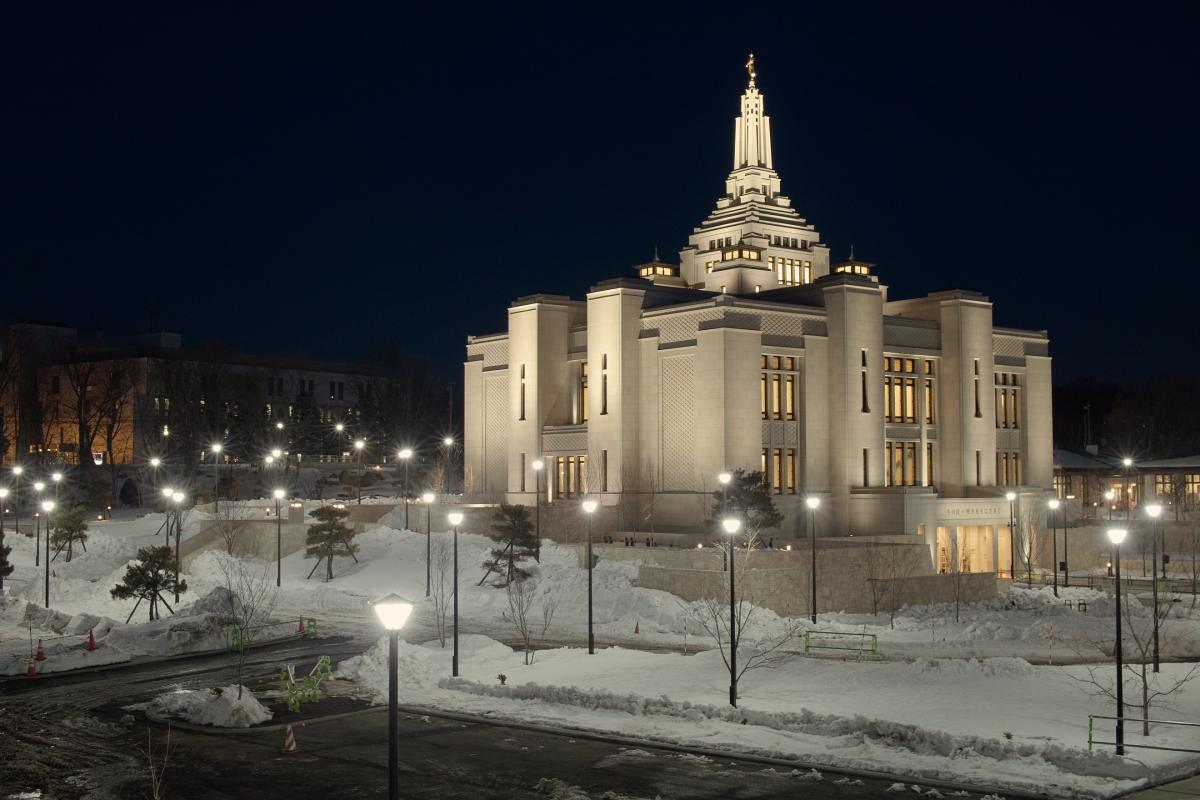
Sapporo Japan Temple, erbaut 2011–2016

Erste Missionare der Kirche Jesu Christi der Heiligen der Letzten Tage kamen 1901 in Japan an. In der Zeit von 1924 und 1948 war die Mission aufgrund von politischen Spannungen geschlossen worden. Der erste Tempel wurde in den 1970er Jahren errichtet. Der Tokyo Japan Temple war der erste Tempel auf dem asiatischen Kontinent. Mittlerweile ist die Zahl der Tempel in Japan auf vier angewachsen.
Nach eigener Aussage gehören den Mormonen heute rund 130.000 Menschen an, aufgeteilt auf 232 Gemeinden.

### Allgemein
- Emily Anderson: Christianity and imperialism in modern Japan: empire for God. London 2016, ISBN 978-1-4742-8276-5.
- Charles Ralph Boxer: The Christian Century in Japan 1549–1650. University of California Press, 1951.
- Heinz Brunotte & Otto Weber (Hrsg.): Evangelisches Kirchenlexikon. Kirchlich-theologisches Handwörterbuch, Verlag Vandenhoeck & Ruprecht, 1956.
- Richard H. Drummond: A History of Christianity in Japan. Eerdmans, Grand Rapids, 1971.
- Elisabeth Gössmann: Religiöse Herkunft, profane Zukunft?: das Christentum in Japan. München 1965.
- Ikuo Higashibaba: Christianity in early modern Japan. Kirishitan belief and practice. Brill, Leiden, Boston 2001, ISBN 978-90-04-12290-1.
- Ann Mary Harrington: Japan's Kakure Kirishitan. Dissertation., Claremont, California 1977.
- T. James Kodera: Uchimura Kanzō and his ‘No Church Christianity’: Its Origin and Significance in Early Modern. In: Japan Religious studies. 23, Nr. 3 1987, S. 377–390.
- Beate Löffler: Fremd und eigen. Christlicher Sakralbau in Japan nach 1853. Zugl.: Dresden, Techn. Univ., Diss., 2009. Frank & Timme, Berlin 2011, ISBN 978-3-86596-358-1. (Betrachtet Kultbauten aus der Tradition des lateinischen Christentums)
- Ian Miller: Choosing the Other - Conversion to Christianity in Japan. 2010, ISBN 978-1-0732-9399-5.
- James Harry Morris: Rethinking the history of conversion to christianity in japan, 1549-1644. Dissertation University of St. Andrews (UK) 2018.
- Mark R. Mullins (Hrsg.): Handbook of Christianity in Japan. Handbook of Oriental Studies. Section 5 Japan, 10. Brill, Leiden (u. a.) 2003, ISBN 978-90-04-13156-9.
- Keiji Ogawa: Japan. In: Theologische Realenzyklopädie (TRE). Band 16, de Gruyter, Berlin / New York 1987, ISBN 3-11-011159-4, S. 511–538.
- Kiri Paramore: Ideology and Christianity in Japan, Routledge, London (u. a.) 2009, ISBN 978-0-415-44356-2.
- Scott W. Sunquist (Hrsg.): A Dictionary of Asian Christianity. Eerdmans, Grand Rapids, 2001.
- Notto R. Thelle: Buddhism and Christianity in Japan: from conflict to dialogue, 1854 - 1899. Honolulu 1987, ISBN 0-8248-1006-6.

### Katholizismus
- Fabrizio Brentini: Karl Freuler. Architektur für die Kirche. Japan 1948 – 1968 = Architecture for the church. L. Müller, Baden 1992, ISBN 3-906700-50-X.
- Heinz Finger (Hrsg.): Geschichte der Kirche in Japan: eine Ausstellung der Diözesan- und Dombibliothek Köln in Zusammenarbeit mit der Sophia Universität Tokyo zum 50jährigen Bestehen der Partnerschaft der Erzdiözesen Köln und Tokyo; (30. Mai bis 10. September 2004). Köln 2004.
- Hans Holenstein: Bethlehem Mission in Japan. 1948–2001. Immensee 2004.
- Joseph Jennes: A history of the Catholic Church in Japan, from its beginnings to the early Meiji era (1549-1873). A short handbook. Orients Inst. for Religious Research, Tokyo 1973.
- Johannes Meier: Bis an die Ränder der Welt: Wege des Katholizismus im Zeitalter der Reformation und des Barock. Aschendorff, Münster 2018, ISBN 978-3-402-13256-2, S. 75–94 [Kapitel IV: „Kirishitan“ - Christentum in Japan].

### Protestantismus
- Benjamin P. Huddle: History of the Lutheran Church in Japan. 1956.
- Charles Wheeler Iglehart: A Century of Protestant Christianity in Japan. Tokyo 1959.
- George M. Oshiro: Nitobe Inazō and the Sapporo Band: Reflections on the Dawn of Protestant Christianity in Early Meiji Japan. In: Japanese journal of religious studies. 34, Nr. 1 2007, S. 99–126.
- William L. Sachs: ‘Self-Support’: The Episcopal Mission and Nationalism in Japan. In: Church history. 58, Nr. 4 1989, S. 489–501.

### Orthodoxie
- Betsy C. Perabo: Russian orthodoxy and the Russo-Japanese War. Bloomsbury Academic an imprint of Bloomsbury Publishing Plc, London, New York 2017.
- John Takahashi: The Beginning of the Orthodox Church in Japan: The Long-Lasting Legacy of Saint Nicholai. In: Studies in world Christianity. 16, Nr. 3 2010, S. 268–285.
- Berislav Župarić: Die Japanische Orthodoxen Kirche: Orthodoxie im fernen Osten. In: Thomas Bremer, Hacik Rafi Gazer,  Christian Lange (Hrsg.): Die orthodoxen Kirchen der byzantinischen Tradition. Wissenschaftliche Buchgesellschaft, Darmstadt 2013, ISBN 978-3-534-23816-3, S. 107–110.